# Harry Elkes

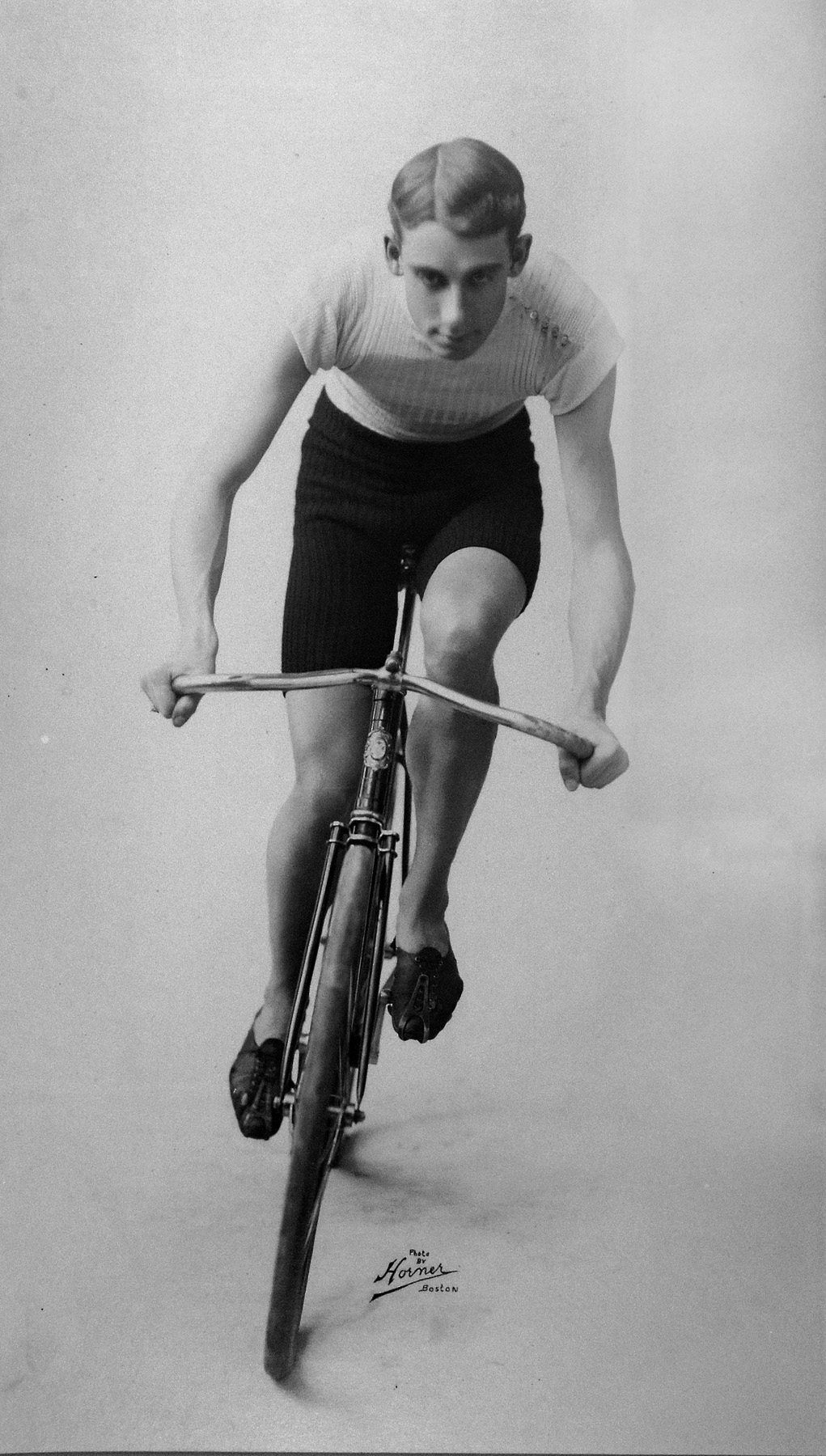
Harry Elkes

Harry Elkes (* 28. Februar 1878 in Port Henry; † 30. Mai 1903 in Boston) war ein US-amerikanischer Bahnradsportler.
Bis zu seinem frühen Tod gehörte Harry Elkes zu den Radsport-Stars in den Vereinigten Staaten, startete aber auch häufig bei Rennen in Europa. Er war ein sogenannter „Dauerfahrer“, fuhr also hauptsächlich lange Strecken auf der Radrennbahn in Form von Steher- und Sechstagerennen. 1897, im Alter von 19 Jahren, wurde er Dritter des Sechstagerennens in Boston, das damals noch von einem Fahrer allein an sechs Tagen rund um die Uhr bestritten wurde. 1898 stellte er einen neuen Stunden-Weltrekord hinter Schrittmacher auf. Im Jahre 1900 gewann er das Sechstagerennen von New York als Zweier-Mannschaftsfahren, gemeinsam mit Floyd MacFarland. Beschrieben wurde er als „langgliedrig, hager, sehnig und elastisch wie ein Hirsch mit phlegmatisch lässigen Bewegungen“, nach dem Start eines Rennens jedoch „war der ganze Körper Nerv, Temperament“.
1903 verunglückte Harry Elkes bei einem 20-Stunden-Steherrennen in Boston tödlich. Zum Zeitpunkt seines Unfalls lag er hinter dem deutschen Schrittmacher Franz Hofmann an der Spitze, als ein Reifen an seinem Rad platzte und er von einem nachfolgenden Schrittmacher-Motorrad überfahren wurde. Er hatte geplant, seine Radsportkarriere im selben Jahr zu beenden, um ein Medizinstudium aufzunehmen.